# Championnats d'Asie de cyclisme 2002
Navigation
Championnats d'Asie 2001 Championnats d'Asie 2003
Les Championnats d'Asie de cyclisme 2002 se sont déroulés du 4 au 10 mai 2002 à Bangkok en Thaïlande.

## Résultats des championnats sur route

### Épreuves masculines
| Épreuves         | Or                   | Argent                   | Bronze                |
| ---------------- | -------------------- | ------------------------ | --------------------- |
| Course en ligne  | Wang Guozhang Chine  | Ahad Kazemi Iran         | Wong Kam Po Hong Kong |
| Contre-la-montre | Kazuya Okazaki Japon | Tonton Susanto Indonésie | Shi Guijun Chine      |

### Épreuves féminines
| Épreuves         | Or               | Argent                | Bronze                       |
| ---------------- | ---------------- | --------------------- | ---------------------------- |
| Course en ligne  | Yang Limei Chine | Tamamo Nakamura Japon | Jiang Yanxia Chine           |
| Contre-la-montre | Li Meifang Chine | Yuan Yange Chine      | Monrudee Chapookam Thaïlande |

## Résultats des championnats sur piste

### Épreuves masculines
| Épreuves               | Or                                                    | Argent                                                                         | Bronze                  |
| ---------------------- | ----------------------------------------------------- | ------------------------------------------------------------------------------ | ----------------------- |
| Keirin                 | Hiroshi Tsutsumi Japon                                | Masaya Kurita Japon                                                            | Shi Qingyu Chine        |
| Kilomètre              | Keiichi Omori Japon                                   | Lin Chih-hsan Taipei chinois                                                   | Yan Liheng Chine        |
| Vitesse individuelle   | Kiyofumi Nagai Japon                                  | Wu Hsien-tang Taipei chinois                                                   | Gao Zhiguo Chine        |
| Vitesse par équipes    | Japon Keiichi Omori Kiyofumi Nagai Tomohiro Nagatsuka | Chine                                                                          | Taipei chinois          |
| Poursuite individuelle | Noriyuki Iijima Japon                                 | Hossein Askari Iran                                                            | Wong Kam Po Hong Kong   |
| Poursuite par équipes  | Chine                                                 | Iran Hossein Askari Amir Zargari Abbas Saeidi Tanha Mousa Arbati Alireza Haghi | Japon                   |
| Course aux points      | Makoto Iijima Japon                                   | Noriyuki Iijima Japon                                                          | Wong Kam Po Hong Kong   |
| Course à élimination   | Amir Zargari Iran                                     | Makoto Iijima Japon                                                            | Agus Yulianto Indonésie |

### Épreuves féminines
| Épreuves               | Or                          | Argent                       | Bronze                       |
| ---------------------- | --------------------------- | ---------------------------- | ---------------------------- |
| 500 mètres             | Jiang Yonghua Chine         | Maya Tachikawa Japon         | Lu Yi-wen Taipei chinois     |
| Vitesse individuelle   | Tian Fang Chine             | Maya Tachikawa Japon         | Lu Yi-wen Taipei chinois     |
| Poursuite individuelle | Zhao Haijuan Chine          | Uyun Muzizah Indonésie       | Lan Hsiao-yun Taipei chinois |
| Course aux points      | Yang Limei Chine            | Lan Hsiao-yun Taipei chinois | Zheng Puxiang Chine          |
| Course à élimination   | Santia Tri Kusuma Indonésie | Uyun Muzizah Indonésie       | Yu Hong Chine                |

## Référence
- (en) Cet article est partiellement ou en totalité issu de l’article de Wikipédia en anglais intitulé « 2002 Asian Cycling Championships » (voir la liste des auteurs).